# Isaiahh Loudermilk
Isaiahh Loudermilk (Howard, Kansas, 10 de octubre de 1997) es un jugador profesional estadounidense de fútbol americano que se desempeña en la posición de defensive tackle en Pittsburgh Steelers, equipo de la National Football League (NFL).

## Carrera
Fue seleccionado en la quinta ronda en la Reunión Anual de Selección de Jugadores de la NFL de 2021. Hizo su debut profesional con el equipo Pittsburgh Steelers, donde lleva jugando tres temporadas.